# 安居川
安居川（やすいがわ）は、四国を流れる仁淀川の上流にある支流のひとつ。流路延長は14.4km、流域面積は62.4km2。
上流部は安居渓谷という景勝地で知られ、一帯が安居渓谷県立自然公園に指定されている。

## 流路

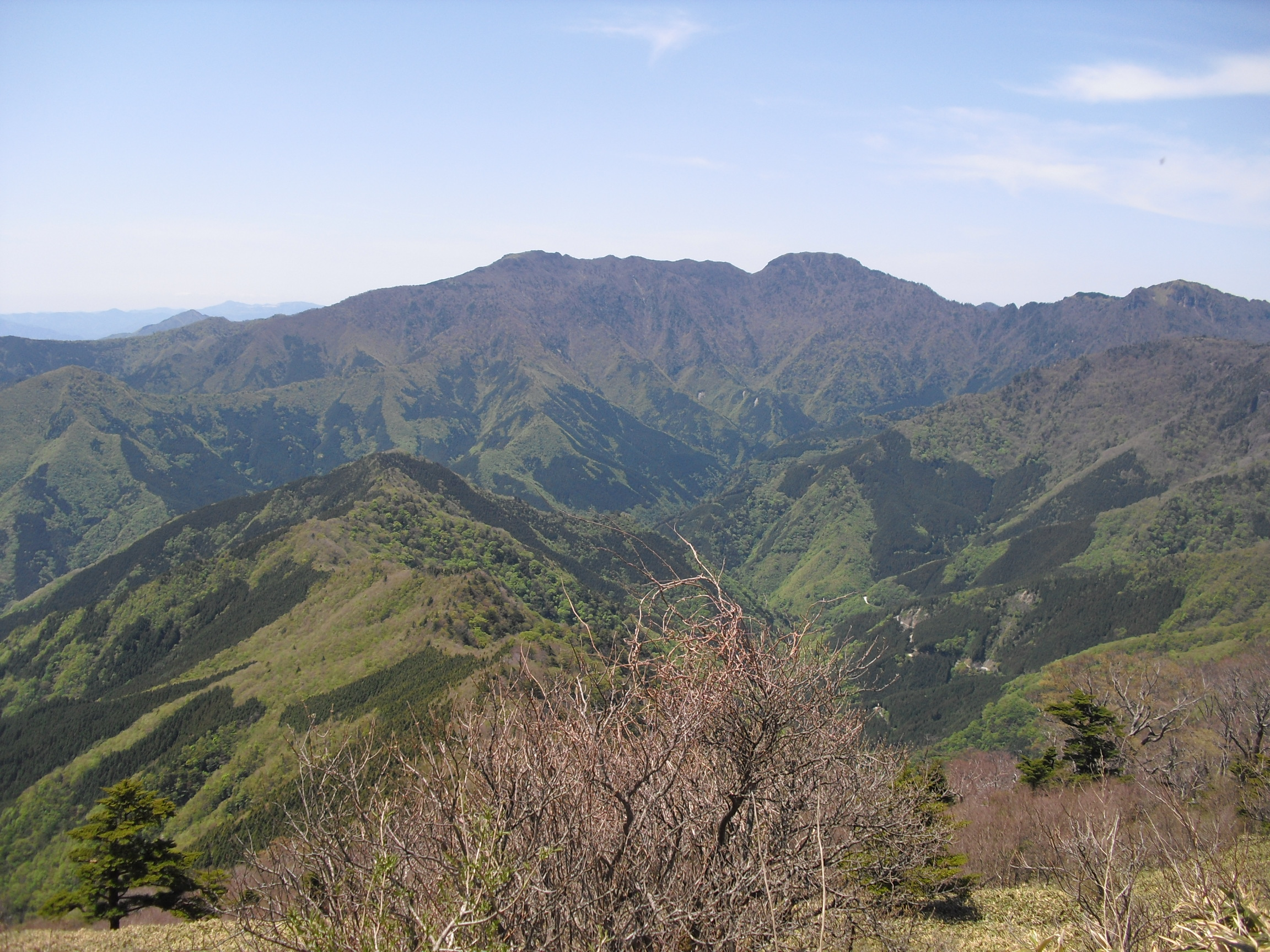
水源の筒上山

四国山地の分水嶺に位置し、高知県の中では最北端となる筒上山の南斜面、手箱越とよばれる峠付近に発する。安居川の谷と手箱越は、江戸時代には土佐国から伊予国の石鎚山を参詣する短絡路になっていて、往来は多かった。しかし一帯の山林は土佐藩が御留山として一般の伐採を禁じ、立ち入りも制限されていたため、コウヤマキ、ゴヨウマツ、ヒノキ、ツガ、モミジ、シデ、カシなどの原生林が残っている。手箱山中腹で滝の精を祭祀する大滝神社（おおたびじんじゃ）付近から、安居渓谷までの1,287ヘクタールあまりの山林が安居渓谷県立自然公園に指定されている。
一方、川の上流左岸には江戸時代から明治時代に栄えた安居銅山があり、鉱山労働者やその家族のための集落があった。鉱石を運ぶために江戸時代には牛や馬が通れる道が整備され、近代には国有林の森林資源を運び出すための森林鉄道が敷設されていた時期もある。
こうした伐採によって安居川の深い谷底へ人が出入りが可能になると、雨ヶ森と宝来山のあいだに刻まれた深く険しい峡谷一帯は景勝地安居渓谷として知られるようになった。安居川の南部は御荷鉾構造線と呼ばれる断層帯を横切っていて、この断層帯の影響で複雑になっている地質帯を安居川が削ることで変化に富む地形が形成されている。石灰岩と片岩類が青みを帯びた断崖や紅葉の景観は仁淀川の景勝地の1つとして知られている。
険しい渓谷の南には集落が点在する。このあたり一帯は、日本で最後まで焼畑農業を行っていた地域として知られている。
断層直上を流れてきた狩山川をあわせると西へ向きを変え、まもなく土居川に注ぐ。この合流地点の河岸段丘の上には縄文時代のキャンプ地跡とみられる「北浦遺跡」が見つかっており、チャート製の打製石鏃が発見されている。土居川となったあとは、そのまま断層の谷を西へ流れたあと南へ転じて仁淀川に合流する。

### 安居渓谷

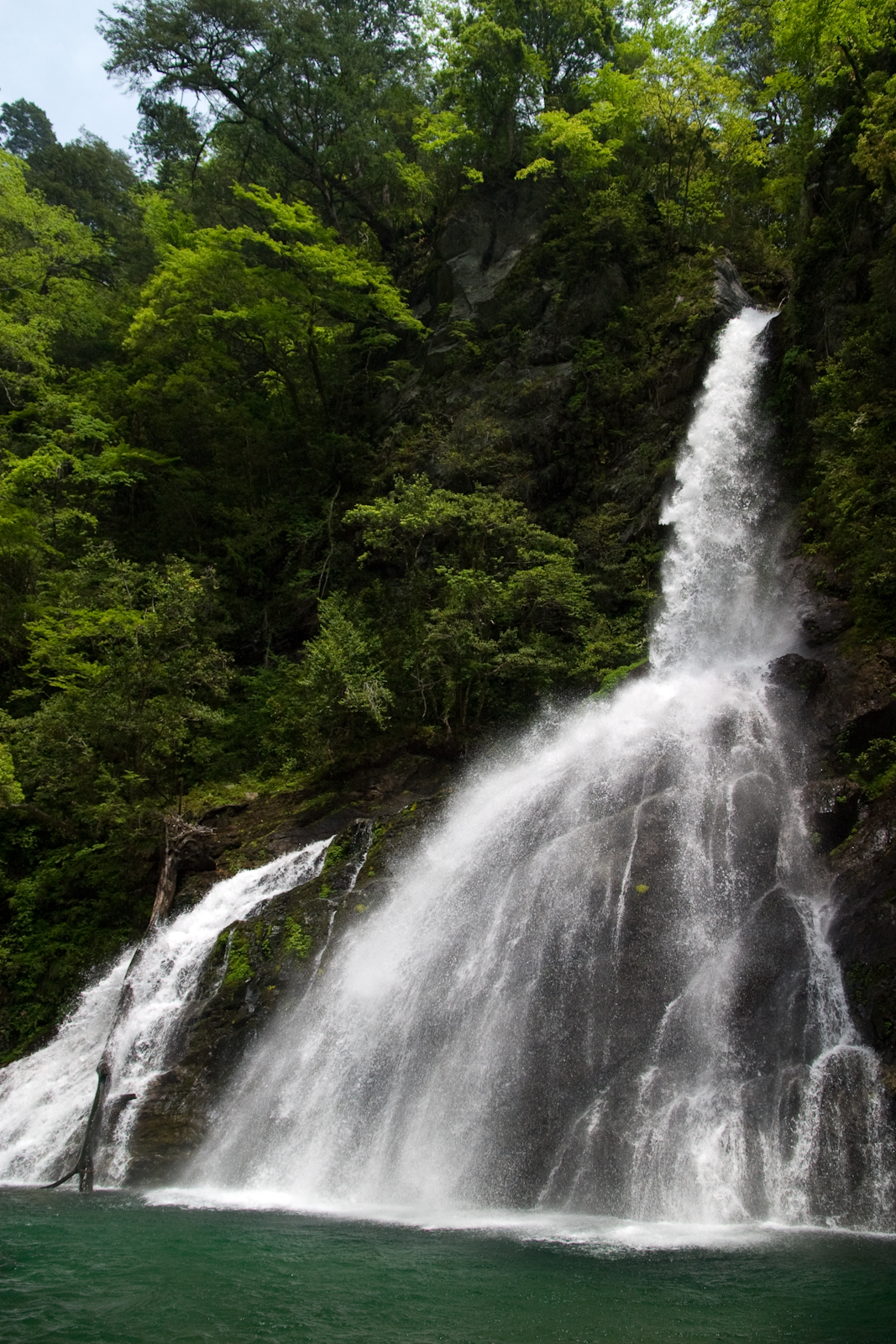
飛龍の滝

四国山地は日本列島のなかでも最も古い時期に形成された山地で、主に古生代（5.5億-2.5億年前）の地層から成っている。一方で、安居川の源流域は標高1,859mの筒上山、1,806mの手箱山など、山地でも最高峰の山々が連なっていて、山頂付近は第三紀（6,000万-250万年前）の岩でできている。そして、安居川の下流と支流の狩山川が東西に流れる谷は、三波川変成帯と秩父帯の境界面をなす御荷鉾構造線の直上にあたっている。この断層の影響で、一帯は地質的に複雑な状態にあり、そこを標高1,800mから一気に流れ下ってきた安居川が地層をほぼ直角に貫くことで、安居川の上流部では南北10kmあまりにわたり、青みがかった石灰岩や片岩類による急流、断崖、巨石、早瀬と深淵、滝と瀞が形成されて変化に富む渓谷となっている。
江戸時代には禁制によって谷に分け入ることもままならなかったが、近代以降の伐採によって数々の景勝地が発見された。「乙女河原」、「千仞峡」、「背龍の滝」、「みかえりの滝」、「水晶淵」などがあり、なかでも「飛龍の滝」は1957年（昭和32年）に初めて発見されたもので、落差が50mある。さらに奥には2001年（平成13年）の伐採で見ることができるようになった落差60mの「昇龍の滝」がある。渓谷は新緑や、針葉樹と紅葉がコントラストを成す秋の景勝地としても知られている。なお、「水晶淵」は仁淀ブルースポットとして四国八十八景30番に選ばれている。

## 安居渓谷県立自然公園
1959年（昭和34年）に安居川の上流域、12.87km2が県立自然公園に指定されている。安居渓谷から上流の大滝神社（おおたびじんじゃ）までを含み、指定範囲は石鎚国定公園に連なっている。

## 安居銅山
上流部には、かつて操業されていた安居銅山跡がある。一帯は別子銅山と同系統の銅鉱脈の豊富な山域で、安居銅山は一時期土佐藩の中でも最大の産出量をもち、日露戦争期には白滝鉱山を上回る生産量を誇っていた。
銅山の初期の様子はあまりよくわかっていない。江戸時代の1713年（正徳3年）に、伊予国の庄屋だった田中勝丞と京都の銀山開発者が連名で幕府に銅山の開発申請をした記録がある。詳細は不明だが、これはすぐに廃れた。
銅山はのちに土佐藩によって再興され文政期(1818年 - 1830年)に採鉱が本格化した。越前国から人夫を雇い入れ、文政期から天保期(1830年 - 1844年)の最盛期には鉱山労働者800名を数えるまでになった。掘り出した鉱石を輸送するための道が整備され、牛や馬の通行も可能となり、この時期には土佐藩で最も重要な銅山だった。しかし土砂災害などがあって、1837年（天保8年）には操業を停止し、1841年（天保12年）には幕府へ正式な廃坑届けが出されている。
明治に入ると鉱山は民間の経営となり、特に日露戦争(1904年 - 1905年)の頃には高知県内の白滝鉱山を上回る産出量があった。1932（昭和7）年に日本鉱業（ENEOSホールディングスの前身）が鉱業権を取得、しかし太平洋戦争が始まると廃坑となった。
鉱山の近くには鉱山労働者やその家族による集落が形成され、近くには小学校（国民学校）や分教場も設けられていた。高知県出身の作家宮尾登美子は教員として最初に配属された場所でもある。下流の安居渓谷では、現在でも当時の精錬滓をみつけることができる。